# Torpeda Mark VI
Mark VI (oryginalnie: Bliss-Leavitt 5,2m x 45cm Mark VI) – amerykańska torpeda kalibru 450 mm. Torpeda napędzana była horyzontalną turbiną w przeciwieństwie do wertykalnych turbin poprzednich modeli Bliss-Leavitt. Rozwiązanie to stanie się standardowym układem dla wszystkich przyszłych napędzanych turbiną torped US Navy, Projekt został opracowany i zrealizowany przez E.W. Bliss Company. W 1909 roku zamówiono 100 torped tego typu.